# Gesetz über Funkanlagen und Telekommunikationsendeinrichtungen
Das Gesetz über Funkanlagen und Telekommunikationsendeinrichtungen (FTEG) regelte das Inverkehrbringen, den freien Verkehr und die Inbetriebnahme von Funkanlagen und Telekommunikationsendeinrichtungen, um einen offenen wettbewerbsorientierten Warenverkehr dieser Geräte im europäischen Binnenmarkt zu ermöglichen (§ 1). Es enthielt Anforderungen für den Schutz der Gesundheit und Sicherheit sowie der elektromagnetischen Verträglichkeit (§ 3). Es wurde mit Wirkung vom 4. Juli 2017 u. a. durch das Funkanlagengesetz abgelöst.
Um die Wahlfreiheit der Endkunden auch in der Praxis abzusichern, führte die Änderung vom 23. Januar 2016 bußgeldbewehrte Informationspflichten mit Wirkung vom 1. August 2016 für die Betreiber öffentlicher Telekommunikationsnetze ein.